# Compsobata nitens
Compsobata nitens är en tvåvingeart som först beskrevs av Friedrich Hermann Loew 1870.  Compsobata nitens ingår i släktet Compsobata och familjen skridflugor. Inga underarter finns listade i Catalogue of Life.